# Functional Grammar
Die funktionale Grammatik oder engl. functional grammar (FG) ist eine linguistische Theorie, die Ende der 1970er Jahre von Simon C. Dik in Amsterdam entwickelt wurde, ausdrücklich als Gegenmodell zum Standardmodell der Transformationsgrammatik von Noam Chomsky. Nach dem Tod Diks 1995 wurde die Theorie vor allem durch seinen Mitarbeiter Kees Hengeveld fortentwickelt und ist in ihrer heutigen Form der ursprünglichen Formulierung noch sehr nah. Seit 2004 wird die Theorie unter der Bezeichnung Functional Discourse Grammar (FDG) vor allem durch Kees Hengeveld und Lachlan Mackenzie weiterentwickelt (Hengeveld & Mackenzie 2008).

## Zentrale Annahmen über Sprache
Die zentrale Annahme Diks über Sprache ist ihr zweckgebundener Charakter als Mittel zur Kommunikation. Dik rückt damit die Funktion der Sprache in den Mittelpunkt. In diesem Sinne ist die Bezeichnung Functional Grammar zu sehen: Ein sprachliches Modell, das von der Funktion der Sprache statt von ihrer äußeren Form ausgeht. Mit dieser zentralen Annahme fordert Dik eine Abkehr von der früher häufig angewandten heuristischen Reduktion der Pragmatik. Konkret ist jedoch in der Behandlung der Pragmatik bei Dik nicht die allgemeine Pragmatik im Sinne von Sprechakten und Sprache als Handlung gemeint, sondern der Bereich der Diskurspragmatik, im Wesentlichen also das Verhältnis der Informationsstruktur eines sprachlichen Ausdrucks zu seiner Realisierung, etwa bei der Behandlung von Topik und Fokus (Dik 1991:267ff.).
Der von Dik beschriebene Grammatikformalismus ist in diesem Sinne pragmatikbasiert. Die nächst wichtigste sprachliche Ebene ist aus Diks Sicht die Semantik, die, selbst von der Pragmatik beeinflusst, ihrerseits Einfluss auf die Syntax hat. Ein Beispiel für eine solche Beeinflussung der Syntax wäre etwa eine Aktiv-Passiv-Alternation, die von den semantischen Rollen der Mitspieler in der Äußerung bestimmt wird und in diesem Sinne semantisch motiviert ist.
Zugleich ist FG ein formales Modell, da es Methoden der formalen Semantik (etwa Prädikatenlogik) verwendet und den Anspruch der Implementierbarkeit als Computerprogramm und damit der Testbarkeit erhebt.

## Grundlegende Eigenschaften der funktionalen Grammatik
Als Grammatiktheorie ist die funktionale Grammatik eine allgemeine Theorie über die grammatische Organisation natürlicher Sprachen. Ihre wichtigsten Kennzeichen sind:
- Sprache wird vornehmlich als Instrument sozialer Interaktion gesehen
- Als solches ist v. a. die Pragmatik von Bedeutung. Syntax und Semantik sollten innerhalb der Pragmatik analysiert werden.
- Die Hierarchie zwischen diesen drei Analyseebenen ist deutlich: Am wichtigsten ist für die funktionale Grammatik die Pragmatik, ihr untergeordnet ist die Semantik, welcher wiederum die Syntax untergeordnet ist. Es existiert weder eine „autonome“ Syntax, noch eine „autonome“ Semantik.
- Das angestrebte Grammatikmodell soll den unten näher beschriebenen Formen der Adäquatheit genügen.
- Für den Aufbau der funktionalen Grammatik werden vor allem drei verschiedene Arten von funktionalen und relationalen Begriffen verwendet:

1. Semantische Funktionen kodieren verschiedene Rollen, die die Teilnehmer an einem Sachverhalt einnehmen können (Agens, Patiens, Recipiens usw.)
2. Syntaktische Funktionen präsentieren alternative Perspektiven auf die Präsentation von Sachverhalten (Subjekt, Objekt)
3. Pragmatische Funktionen geben die Verteilung von Information an, welche von der jeweiligen Situation abhängig ist (Topik, Fokus)

- Sprachliche Ausdrücke werden zunächst aufgrund von abstrakten Prädikationsmustern beschrieben, die mittels im Lexikon aufgenommener Prädikationsmuster aufgebaut werden.
- Ausdrucksregeln bestimmen anschließend Form und Ordnung der Konstituenten, welche für den jeweiligen sprachlichen Ausdruck grundlegend sind. Bestimmend sind dabei die kategorialen und funktionalen Eigenschaften innerhalb der Prädikation.
- Die funktionale Grammatik vermeidet strukturverändernde Transformationsregeln.

## Vorstellungen über Grammatik

### Grundlegender Aufbau des Grammatikformalismus
Der Grammatikformalismus der FG besteht im Wesentlichen aus der Beschreibung abstrakter Ausdrücke, der Underlying Clause Structures (UCS), die schrittweise aus Prädikaten und Termen gebildet werden und die durch Ausdrucksregeln zu konkreten sprachlichen Äußerungen in Bezug gesetzt werden oder diese erzeugen.

### Aufbau der Underlying Clause Structure

#### Prädikate
Die UCS werden aus Prädikaten und Termen gebildet. Einige elementare Prädikate und Terme sind Teil des Lexikons, andere werden aus diesen elementaren Prädikaten und Termen erstellt (durch predicate formation und term formation). So wäre das Prädikat für throw back ein aus den elementaren Prädikaten für throw und back abgeleitetes Prädikat. Alle Prädikate und Terme zusammen bilden den Fundus (fund) einer Sprache.
Prädikate sind Ausdrücke für Eigenschaften oder Relationen. Es handelt sich hier um Prädikate im Sinne der Prädikatenlogik, nicht um die grammatische Relation des Prädikates aus der lateinischen Schulgrammatik. In diesem Sinne sind nicht nur Verben Prädikate, sondern alle Inhaltswörter einer Sprache. So ist „haus(x)“ etwa ebenso ein Prädikat wie „schlagen(x,y)“.
Ein Unterschied der Prädikate in der FG zur klassischen Prädikatenlogik ist die Verwendung sogenannter Restriktoren. Wenn in der FG Prädikate zusammengesetzt werden, geschieht dies durch die Verwendung dieser Restriktoren, geschrieben als „:“, etwa in der Form „japanisch(x):buddhistisch(x)“. Dies lässt sich paraphrasieren mit „Die Menge der x, für die gilt: x ist japanisch, eingeschränkt auf die Menge der x, für die gilt: x ist buddhistisch“. Die entsprechende prädikatenlogische Form wäre „japanisch(x) & buddhistisch(x)“, wobei das „&“ ein prädikatenlogisches „UND“ ist. Der entsprechende Sachverhalt ist in beiden Fällen gleich. Der Unterschied besteht darin, dass das prädikatenlogische „&“ umkehrbar ist, dass also „japanisch(x) & buddhistisch(x)“ äquivalent ist zu „buddhistisch(x) & japanisch(x)“. Bei den Restriktoren ist dies nicht der Fall und sie sind damit in der Lage, den Unterschied der sprachlichen Äußerungen Der japanische Buddhist und Der buddhistische Japaner zu erfassen (Dik 1997, Kap. 6.2).
Prädikate sind stets Teil eines Prädikatrahmens, der die Eigenschaften des Prädikats beschreibt. Ein Beispiel für den Prädikatrahmen eines transitiven Verbs wäre etwa:
```
 throw[V](x1:<animate>(x1))Agent (x2:<concrete>(x2))Goal (x3)Direction
```

Zunächst erscheint die Wortform (throw), anschließend die Wortart (V). Im Folgenden sind die Argumentpositionen des Verbs beschrieben. Das Argument in der Mitspielerposition mit der semantischen Rolle des Agens muss belebt (animate) sein, der vom Sachverhalt betroffene Mitspieler (Goal, allgemein hat sich für die Rolle, die Dik Goal nennt, die Bezeichnung Patient bzw. Patiens durchgesetzt), hier der geworfene Gegenstand, muss konkret (concrete) sein und das dritte Argument (mit der semantischen Rolle Location) unterliegt keiner solchen Selektionsbeschränkung.
Zu solchen nuklearen Prädikaten können nun die fakultativen sogenannten Satelliten hinzukommen, die Positionen einnehmen, die nicht vom Prädikatrahmen spezifiziert werden, etwa zu einer zeitlichen Präzisierung des Prädikats mit Hilfe von Wörtern wie gestern oder bald. Einen solchen um Satelliten erweiterten Prädikatrahmen nennt Dik einen erweiterten Prädikatrahmen (extended predicate frame).

#### Terme
Der zweite wesentliche Bestandteil einer Underlying Clause Structure (UCS) sind neben Prädikaten die Terme. Formal sind Terme die Argumente der Prädikate, semantisch sind es Ausdrücke, die Entitäten referenzieren (Genau genommen schreibt Dik (1991:255), dass Terme den Adressaten instruieren, eine Entität zu identifizieren, die dem Profil des Terms entspricht). Beispiele für Terme wären Das Haus oder Die lila Plastiktüte. Es existieren nur sehr wenige elementare Terme, so sind lediglich Eigennamen und Personalpronomina als elementare Terme vorhanden, andere Terme, wie Die lila Plastiktüte werden aus Prädikaten erstellt. Terme sind also die Entitäten, die durch ein Prädikat zueinander in Beziehung gesetzt werden.
Eine Prädikation, die zwei Terme (the garden und the dog) enthält, wäre z. B.:
```
 present: (definite singular x1:garden [N])Location (definite singular x2:dog [N])
```

#### Ebenen in der UCS
Innerhalb der Underlying Clause Structure (UCS) werden in Form von Funktionen drei verschiedenen Ebenen unterschieden:
- Äußerungssituation: Ebene der pragmatischen Funktionen wie Topik und Fokus.
- Mitspielerebene: Ebene der semantischen Funktionen wie Agens und Goal (Patiens).
- Ebene der Perspektive: Ebene der syntaktischen Funktionen Subjekt und Objekt.

In diesem Sinne nehmen einzelne Elemente einer sprachlichen Äußerung auf den verschiedenen Ebenen verschiedene Kategorien an. In dem Satz Peter kauft ein Eis etwa ist Peter zugleich Agens, Topik und Subjekt, während Eis zugleich Goal (Patiens), Fokus und Objekt ist.
Der sprachliche Ausdruck, der durch die Ausdrucksregeln auf die UCS
```
 present: (definite singular x1:garden [N])Location(definite singular x2:dog [N])
```

bezogen (oder in einer Implementierung des Formalismus auch aus der UCS erzeugt) werden kann, ist so noch nicht eindeutig. Der UCS entspricht etwa die Äußerung The dog is in the garden. In einer bestimmten Äußerungssituation (etwa in einer Aufzählung der für einen Einbruch zu überwindenden Hindernisse) wäre aber folgende Äußerung denkbar, die ebenfalls mit der UCS übereinstimmt: There is the dog in the garden. Dieses Beispiel verdeutlicht die Möglichkeiten, die eine Berücksichtigung der pragmatischen Ebene bietet, denn durch die Kennzeichnung des Aufzählungscharakters ist es möglich, die beiden sprachlichen Äußerungen in der zugrunde liegenden Struktur zu unterscheiden (Dik 1997, Kap. 8.7.2).
Die Unterscheidung der Ebene der semantischen Rollen, d. h. der Mitspieler und der syntaktischen (grammatischen) Relationen ermöglicht die Beschreibung syntaktischer Alternationen wie der Passivierung ohne dass dabei die eine Form aus der anderen abgeleitet werden müsste. So gibt es in einem Aktivsatz eine Übereinstimmung von Subjekt und Agens, während bei einer Übereinstimmung von Subjekt und Goal (Patiens) in der UCS dieser ein Passivsatz entspräche.

#### Operatoren auf Prädikationen
Wenn wie beschrieben die Terme in die Prädikatrahmen eingesetzt wurden, haben wir eine Prädikation, die die vollständige Proposition oder den Sachverhalt (State of Affair, SoA) des Satzes enthält, jedoch noch nicht weiter spezifiziert ist. Dazu werden nun Operatoren auf die gesamte Prädikation angewandt, etwa in der Underlying Clause Structure (UCS) oben der Operator „present“, der selbst wieder als ein Prädikat mit der vollen Prädikation als Argument gesehen werden kann. Ebenso werden in diesem Schritt Operatoren zum Modus (etwa Interrogativ oder Deklarativ) eingefügt.
Diese nun voll spezifizierte Prädikation wird schließlich mit Hilfe von Ausdrucksregeln zu Form, Reihenfolge und Intonation spezifiziert und damit zu einer konkreten sprachlichen Äußerung in Bezug gesetzt (bei der Beschreibung) bzw. in eine solche umgewandelt (bei der Generierung).

### Zusammenfassung des Grammatikformalismus
Es handelt sich damit bei FG um ein monostratales Modell, da zwar zwischen den Underlying Clause Structures (UCS) und den sprachlichen Ausdrücken unterschieden wird und diese durch Ausdrucksregeln aufeinander bezogen werden, jedoch werden keine verschiedenen Ebenen angenommen, auf denen konkrete sprachliche Äußerungen stehen, so sind etwa keine syntaktischen Derivationsmechanismen vorhanden. In diesem Sinne findet die Bildung der sprachlichen Äußerungen schrittweise innerhalb einer Prozesskette, auf einer einzigen Ebene statt.
Die Pragmatikorientiertheit macht FG zu einem deszendenten Grammatikmodell, das von der Gesamtsituation ausgeht, in der eine Äußerung getätigt wird, im Gegensatz zu einem aszendenten Grammatikmodell, das von den kleinsten Teilen ausgeht, etwa von der Phonologie über die Morphologie zur Syntax.

## Behandlung der Daten
Die Bedeutung von sprachlichen Daten setzt Dik im Allgemeinen sehr hoch an: „Whenever there is some overt difference between two constructions X and Y, start out on the assumption that this difference has some kind of functionality in the linguistic system“ (Dik 1997, Kap. 1.6).
Damit hat FG einen induktiven Charakter, da sie ähnlich dem Bloomfieldschen Deskriptivismus von konkreten sprachlichen Daten ausgeht, im Gegensatz zu einem deduktiven Modell wie der Generativen Grammatik nach Chomsky, wo eine ideale, vom konkreten Sprachgebrauch abstrahierte Sprachkompetenz im Mittelpunkt der Theorie steht.
In den zentralen Bereichen Pragmatik und Semantik ist die FG vor allem auf die Befragung von Informanten (Elizitierung) sowie die Konsultation der eigenen muttersprachlichen Einsichten (Introspektion) angewiesen. Andere Quellen wie Experimente oder Korpora sind nicht ohne weiteres (eine Generierung von semantischem Wissen wäre eventuell durch eine automatische Verarbeitung von Korpora, etwa zur Ermittlung paradigmatischer oder syntagmatischer Relationen möglich) zur Ermittlung semantischen Wissens (etwa für die Selektionsbeschränkungen in Prädikatrahmen) verwendbar.
Zur Evaluierung des Gesamtmodells können dagegen auch in der FG Korpora und damit spontansprachliche Daten verwendet werden, etwa zur Überprüfung, ob Äußerungen in Korpora durch den FG-Formalismus beschrieben werden können.

## Anspruch des Modells
Die Zielsetzung der FG ist sehr umfassend, Dik (1997, Kap. 1) formuliert folgende zentrale Frage: „How does the natural language user (NLU) work?“. Diese Fragestellung kennzeichnet FG klar als Modell mit mentalistischem Anspruch.
Dik identifiziert im Anschluss an die Formulierung dieser zentralen Fragestellung fünf Fähigkeiten des NLU, die essentielle Rollen für die menschliche Kommunikation spielen:
- linguistic capacity: Fähigkeit zur Produktion und Interpretation sprachlicher Ausdrücke.
- epistemic capacity: Fähigkeit zu Aufbau und Verwaltung einer Wissensbasis, die zur Sprachverarbeitung genutzt wird.
- logical capacity: Die Fähigkeit, Schlussfolgerungen aus dem verfügbaren Wissen zu ziehen.
- perceptual capacity: Fähigkeit, seine Umwelt wahrzunehmen und bei der Sprachverarbeitung zu berücksichtigen.
- social capacity: Fähigkeit, die Situation bei der Sprachverarbeitung mit zu berücksichtigen.

Darüber hinaus formuliert Dik in Anspielung auf die von Chomsky geforderten drei Adäquatheitskriterien der Beschreibungs-, Erklärungs- und Beobachtungsadäquatheit drei eigene, völlig andere Adäquatheitskriterien:
- Pragmatische Adäquatheit: Direkte Folge der Grundannahme, dass Sprache ein Mittel zur Kommunikation darstellt.
- Psychologische Adäquatheit: Erkenntnisse aus der psycholinguistischen Forschung zu Spracherwerb, -verarbeitung und -interpretation müssen berücksichtigt werden.
- Typologische Adäquatheit: Die Theorie soll auf Sprachen von unterschiedlichem typologischem Status anwendbar sein.

Insbesondere durch den Anspruch der typologischen Offenheit erhält das Modell einen stark beschreibungsorientierten Charakter, da es eine solche Offenheit zu einem universellen Beschreibungswerkzeug machen würde, sowie einen universalistischen Anspruch, der es als Ziel sieht, allgemeingültige Aussagen über Sprache insgesamt, nicht über eine bestimmte Sprache oder Sprachfamilie zu machen.
Der Anspruch der psychologischen Adäquatheit kennzeichnet FG, wie schon im Zusammenhang mit der zentralen Fragestellung erwähnt, als ein mentalistisches Modell, das wie etwa die generative Syntaxtheorie ein Modell für die menschliche Sprachfähigkeit sein will, im Gegensatz zu rein anwendungs- bzw. beschreibungsorientierten Ansätzen wie HPSG.
FG geht im Gegensatz zur nativistischen Hypothese Chomskys davon aus, dass sprachliche Universale nicht angeborenen Eigenschaften entspringen, sondern den Notwendigkeiten der menschlichen Kommunikation (in diesem Sinne wäre etwa die Tatsache, dass alle Sprachen eine Unterscheidung zwischen Funktions- und Inhaltswörtern haben, in der Notwendigkeit begründet, die Inhalte einer sprachlichen Äußerung zueinander in Bezug zu setzen) sowie der physischen und psychischen Konstitution des Menschen (etwa eine Einschränkung der Schachtelungstiefe von Nebensätzen durch die begrenzten Möglichkeiten des menschlichen Kurzzeitgedächtnisses), und kann damit als nicht-nativistisches Modell charakterisiert werden.

## Hauptaufgabe linguistischer Forschung
Ziel der Forschung im Rahmen der FG ist die Entwicklung eines sprachunabhängigen Formalismus zur Sprachbeschreibung. Dazu ist eine ausgiebige Anpassung der bestehenden Formalismen an viele verschiedene Sprachen nötig (Dik 1991:248). In diesem Sinne ist die Sprachbeschreibung ein zentraler Gegenstand der FG-Forschung.
Aus dem Anspruch der Formalisierbarkeit ergibt sich ein weiteres Forschungsgebiet: Die Implementierung von FG auf einem Computer. Dik selbst hat seit den 1980er Jahren vor allem auf diesem Gebiet gearbeitet. Diks eigene und auch andere Implementierungen (etwa Samuelsdorff 1989) verwenden die logikorientierte Programmiersprache Prolog (Programming in Logic), die sich aufgrund ihrer starken Orientierung an Prädikatenlogik besonders zu eignen schien, eine Umsetzung ist jedoch auch in jeder anderen Programmiersprache möglich. Die Arbeiten in diesem Bereich konzentrieren sich stark auf das Gebiet der Generierung und abstrakten Darstellung von sprachlichen Ausdrücken, nicht auf die Verarbeitung (Parsing), die ebenso wie die Generierung Teil der linguistic capacity ist.
Darüber hinaus legen die Forderungen nach pragmatischer und psychologischer Adäquatheit eine gewisse Offenheit und interdisziplinäre Zusammenarbeit nahe, wenn Erkenntnisse relevanter Fächer wie Psychologie und Soziologie berücksichtigt werden sollen.

## Anwendungsorientiertheit und Anwendbarkeit

### Vorteile
Diks „Functional Grammar“ scheint viele in anderen Modellen vernachlässigte, jedoch zur vollständigen Sprachbeschreibung wichtige Aspekte von Sprache zu berücksichtigen:
- Eine Berücksichtigung der Pragmatik, etwa wie oben beschrieben bei einer Aufzählung oder zur Beschreibung des Unterschiedes zwischen den Ausdrücken Buddhist Japanese und Japanese Buddhist.
- Die zentrale Rolle der Semantik, etwa bei der Zuordnung von who an belebte und which an unbelebte Mitspieler in einem Relativsatz oder bei den Selektionsbeschränkungen der Argumente in Prädikatrahmen.
- Die Unterscheidung von semantischen Rollen und grammatischen Relationen, etwa zur Beschreibung von Aktiv-Passiv-Alternation ohne diese gegenseitig auseinander abzuleiten.
- Die Berücksichtigung typologischer Eigenheiten vieler Sprachen, etwa in Form der Semantic Function Hierachy (SFH) zur Subjektivierbarkeit von Mitspielern mit bestimmten semantischen Rollen.

### Schwächen
Die Verwendung merkmalsemantischer Primitive zur Selektionsbeschränkung (siehe Semantische Relation) bestimmter Argumentpositionen in den  Underlying Clause Structures, (UCS) könnte in der Praxis zu den mit diesem semantischen Modell bekannten Problemen führen, etwa bei relationalen Eigenschaften wie Verwandtschaftsverhältnissen, sowie bei Verben, graduellen Unterschieden und Farben. Die Kodierung der Feinsemantik im Lexikon stellt jedoch allgemein ein ungelöstes Problem dar.
Das Vorgehen, Verletzungen der Selektionsbeschränkungen nicht als ungrammatisch zu bezeichnen, sondern z. B. als Metapher zu behandeln, stellt eventuell eine Immunisierungsstrategie dar, etwa wenn keine spezielle Interpretationsstrategie ausgearbeitet wurde, die in diesem Fall Testbarkeit, Anwendbarkeit und den wissenschaftlichen Wert des Modells verringern könnte.
Auch die sich aus der semantischen Ausrichtung ergebende Konzentration auf Introspektion und Elizitierung zur Datengewinnung für die Bestimmung von Selektionsbeschränkungen von Argumentpositionen in Prädikatrahmen könnte Probleme verursachen und den wissenschaftstheoretischen Wert der gewonnenen Daten schmälern, da elizitierte und aus Introspektion gewonnene Daten durch die vorgegebene Fragestellung leicht missinterpretiert werden können, etwa wenn Einflussfaktoren, die über die Fragestellung hinausgehen, nicht berücksichtigt werden.
Auch im Bereich der Operatoren zur zeitlichen Spezifizierung der Prädikation gehen der universelle Anspruch und die praktischen Erfordernisse auseinander, denn die auf dieser Ebene von Dik genannten Operatoren wie „present“ und „progressive“ sind keine universellen Kategorien, doch die  Underlying Clause Structures, (UCS) hat den Anspruch, vor Anwendung der Ausdrucksregeln sprachunabhängig kodiert zu sein.

## Zusammenfassende Charakterisierung des Modells
Zusammenfassend lässt sich Simon C. Diks „Functional Grammar“ somit als ein
- monostratales, nicht-derivationelles,
- deszendentes,
- induktives,
- mentalistisches, nicht-nativistisches,
- universalistisches,
- pragmatikbasiertes, und in diesem Sinne funktionales sowie
- beschreibungsorientiertes und testbares, und in diesem Sinne formales linguistisches Modell charakterisieren.